# جیووانی زارو
جیووانی زارو (انگلیسی: Giovanni Zaro؛ زادهٔ ۱۲ مهٔ ۱۹۹۴) بازیکن فوتبال اهل ایتالیا است.
وی همچنین در تیم ملی فوتبال زیر ۱۸ سال ایتالیا بازی کرده‌است.